# Цигельхайм
Цигельхайм (нем. Ziegelheim) — община в Германии, в земле Тюрингия. Входит в состав района Альтенбург. Подчиняется управлению Вираталь. Население составляет 878 человек (на 31 декабря 2010 года). Занимает площадь 17,32 км².
Община подразделяется на 4 сельских округа.